# (20165) 1996 VT2
1996 في تي 2 (ويعرف أيضًا باسم (20165) 1996 في تي 2 وفق تسمية الكوكب الصغير) (بالإنجليزية: 1996 VT2)‏ هو كويكب ضمن حزام الكويكبات؛ وترتيبه 20165 من حيث الاكتشاف.
اكتُشف هذا الجُرم الفلكي بواسطة Dennis di Cicco ‏ في 10 نوفمبر 1996.

## وصلات خارجية
- (20165) 1996 VT2 في قاعدة بيانات مختبر الدفع النفاث لأجرام النظام الشمسي الصغيرة

- الاكتشاف · مخطط المدار ·  العناصر المدارية · المعلمات المادية

- (20165) 1996 VT2 على موقع ويكي سكاي: DSS2, SDSS, GALEX, IRAS, Hydrogen α, X-Ray, Astrophoto, Sky Map, Articles and images